# Lecythophora mutabilis
Lecythophora mutabilis är en svampart som först beskrevs av J.F.H. Beyma, och fick sitt nu gällande namn av W. Gams & McGinnis 1983. Lecythophora mutabilis ingår i släktet Lecythophora och familjen Coniochaetaceae.   Inga underarter finns listade i Catalogue of Life.